# Jessie Street
Jessie Street, född 1889, död 1970, var en australisk människorättsaktivist. 
Hon var Australiens delegat till FN 1945.  